# Liste de personnalités nées à Marseille
Pour un article plus général, voir Marseille.
Cette liste non exhaustive répertorie les personnalités nées à Marseille.

## Acteurs, Chanteurs et Musiciens
| Nom                                                | Date de naissance                    | Lieu de décès         | Date de décès     | Statut, Fonction                                 |
| -------------------------------------------------- | ------------------------------------ | --------------------- | ----------------- | ------------------------------------------------ |
| Mathilde Alberti                                   | 17 avril 1886                        | Brie-Comte-Robert     | 12 mai 1977       | Actrice                                          |
| Michel Albertini                                   | 4 février 1953                       |                       |                   | Acteur, scénographe, écrivain                    |
| Andrex (André Jaubert)                             | 23 janvier 1907                      | Marseille             | 10 juillet 1989   | Acteur, Chanteur                                 |
| Jacques Angelvin                                   | 5 août 1914                          | Cannes                | 10 novembre 1978  | Acteur, animateur de télévision                  |
| Edmond Ardisson                                    | 30 novembre 1904                     | Marseille             | 30 novembre 1983  | Acteur                                           |
| Henri Arius                                        | 19 septembre 1897                    | Marseille             | 8 mai 1962        | Acteur                                           |
| Ariane Ascaride                                    | 10 octobre 1954                      |                       |                   | Actrice                                          |
| Junie Astor                                        | 21 décembre 1911                     | Sainte-Magnance       | 22 août 1967      | Actrice                                          |
| Jeannette Batti                                    | 6 septembre 1921                     | Courbevoie            | 10 février 2011   | Actrice                                          |
| Marguerite Baux                                    | 1856                                 |                       |                   | Chanteuse                                        |
| (Chistian Benedetti)                               | 26 novembre 1958                     |                       |                   | metteur en scène / acteur / directeur de théâtre |
| Charles Blavette                                   | 24 juin 1906                         | Suresnes              | 21 novembre 1967  | Acteur                                           |
| Guillaume Bouchède                                 | 20 mai 1977                          | Marseille             |                   | Acteur                                           |
| Bréols                                             | 12 aout 1905                         | Allauch               | 20 décembre 1988  | Acteur - Chanteur                                |
| Pierrette Bruno                                    | 22 août 1928                         |                       |                   | Actrice                                          |
| Fabien Aïssa Busetta                               | 12 juillet 1977                      |                       |                   | Acteur                                           |
| Lucien Callamand                                   | 1er avril 1888                       | Nice                  | 3 décembre 1968   | Acteur                                           |
| Louise Carletti                                    | 27 février 1922                      | Boulogne-Billancourt  | 10 mars 2002      | Actrice                                          |
| Jean Castan                                        | 23 août 1917                         | La Penne-sur-Huveaune | 11 novembre 1990  | Acteur                                           |
| Philippe Caubère                                   | 21 septembre 1950                    |                       |                   | Acteur                                           |
| Fernand Charpin                                    | 30 mai 1887                          | Marseille             | 7 novembre 1944   | Acteur                                           |
| Marcel Charvey                                     | 22 février 1916                      | Puteaux               | 21 août 1995      | Acteur                                           |
| Andrée Clément                                     | 7 août 1918                          | Paris                 | 31 mai 1954       | Actrice                                          |
| Jo Corbeau (Georges Ohanessian)                    | 1er décembre 1946                    |                       |                   | Chanteur de reggae                               |
| Henri Crémieux                                     | 19 juillet 1896                      | Cassis                | 10 mai 1980       | Acteur                                           |
| José Davert                                        | 6 septembre 1866                     |                       | avril 1934        | Acteur                                           |
| Dazincourt (Joseph Albouis)                        | 11 décembre 1747                     | Paris                 | 28 mars 1809      | Acteur                                           |
| Édouard Delmont                                    | 5 décembre 1883                      | Cannes                | 22 novembre 1955  | Acteur                                           |
| Louis Ducreux                                      | 22 septembre 1911                    | Paris                 | 19 décembre 1992  | Acteur, metteur en scène                         |
| Dugazon (Jean-Henry Gourgaud)                      | 15 novembre 1746                     | Sandillon             | 11 octobre 1809   | Acteur                                           |
| Fernandel (Fernand Contandin)                      | 7 mai 1903                           | Paris                 | 26 février 1971   | Acteur, chanteur                                 |
| Patrick Fiori                                      | 23 septembre 1969                    |                       |                   | Chanteur, compositeur                            |
| Charles Gérard                                     | 1er décembre 1926                    | Versailles            | 19 septembre 2019 | Acteur                                           |
| Louis Jourdan                                      | 19 juin 1921                         | Los Angeles           | 14 février 2015   | Acteur                                           |
| Marina Kaye                                        | 9 février 1998                       |                       |                   | Chanteuse                                        |
| Jean Le Poulain                                    | 12 septembre 1924                    | Paris                 | 1er mars 1988     | Acteur, metteur en scène                         |
| L'Algérino                                         | 2 mai 1981                           |                       |                   | Chanteur                                         |
| Pierre-François Martin-Laval                       | 25 juin 1968                         |                       |                   | Réalisateur, acteur, metteur en scène            |
| Cora Madou                                         | 5 janvier 1891                       | Villefranche sur Mer  | 26 février 1971   | Chanteuse                                        |
| Lucie Manvel                                       | 1er mai 1863                         | Paris 17e             | 3 novembre 1943   | Comédienne de théâtre                            |
| Avy Marciano                                       | 1er novembre 1972                    | -                     | -                 | Acteur / Musicien-Compositeur-Auteur-Interprète  |
| Milly Mathis                                       | 8 septembre 1901                     | Salon de Provence     | 30 mars 1965      | Actrice                                          |
| Marcel Maupi                                       | 6 novembre 1881                      | Antibes               | 10 janvier 1949   | Acteur                                           |
| Clara Morgane                                      | 25 janvier 1981                      | -                     | -                 | Actrice pornographique, Chanteuse                |
| Paul Ollivier                                      | 10 février 1876                      | Paris                 | 10 juin 1948      | Acteur                                           |
| Géraldine Pailhas                                  | 8 janvier 1971                       |                       |                   | Actrice                                          |
| Paul Préboist                                      | 21 février 1927                      | Paris                 | 13 mars 1997      | Acteur                                           |
| Joseph Pujol                                       | 1er juin 1865                        | Toulon                | 8 août 1945       | Comédien ambulant                                |
| Jean-Pierre Rambal                                 | 13 septembre 1931                    | Paris                 | 18 septembre 2001 | Acteur                                           |
| Marcelle Ranson-Hervé                              | 10 octobre 1929                      | Marseille             | 3 avril 2020      | Actrice                                          |
| Rellys (Henri Bourelly)                            | 15 décembre 1905                     | Marseille             | 20 juillet 1991   | Acteur                                           |
| Germaine Roger                                     | 12 février 1910                      | Savigny-sur-Orge      | 20 avril 1975     | Actrice, chanteuse                               |
| Catherine Rouvel                                   | 31 août 1939                         |                       |                   | Actrice                                          |
| Daniel Russo                                       | 13 mai 1948                          |                       |                   | Acteur, doubleur                                 |
| Simone Simon                                       | 23 avril 1911                        | Paris                 | 23 février 2005   | Actrice                                          |
| Gabriel Signoret                                   | 15 novembre 1878                     | Paris                 | 16 mars 1937      | Acteur                                           |
| Soprano (Saïd M'Roumbaba)                          | 14 janvier 1979                      |                       |                   | Rappeur, chanteur, acteur                        |
| Jul (Julien Mari)                                  | 14 janvier 1990                      |                       |                   | Rappeur, chanteur                                |
| Armand Tallier (Armand Urbain Édouard Espitallier) | 6 août 1887                          | Paris                 | 1er mars 1958     | Acteur                                           |
| Alonzo                                             | 25 juillet 1982                      |                       |                   | Rappeur, chanteur                                |
| Le Rat Luciano (Christophe Carmona dit)            | 21 avril 1976                        |                       |                   | Rappeur                                          |
| Sat l'Artificier (Karim Haddouche)                 | 16 septembre 1975                    |                       |                   | Rappeur                                          |
| Kenny LCT                                          | 1994                                 |                       |                   | Rappeur, Beatmaker                               |
| Moussu T                                           | 1959                                 |                       |                   | Chanteur                                         |
| Gari Greu                                          | 1 septembre 1967                     |                       |                   | Chanteur                                         |
| Papet J                                            | octobre 1960                         |                       |                   | Chanteur                                         |
| Akhenaton (Philippe Fragione dit)                  | 17 septembre 1968                    |                       |                   | Rappeur                                          |
| Georges Arvanitas                                  | 13 juin 1931                         |                       | 25 septembre 2005 | Pianiste                                         |
| François Bazin                                     | 4 septembre 1816                     | Paris                 | 2 juillet 1878    | Compositeur                                      |
| Roberto Benzi                                      | 12 décembre 1937                     |                       |                   | Chef d'orchestre                                 |
| Erick Benzi                                        | 1er mars 1959                        |                       |                   | Auteur compositeur réalisateur                   |
| Ralph Bernet                                       | 1927                                 | Marseille             | 23 septembre 2017 | Parolier                                         |
| Georges Bœuf                                       | 1937                                 | Marseille             | 25 aout 2020      | Compositeur                                      |
| Hervé Bourde                                       | 22 juillet 1951                      |                       |                   | Musicien free jazz                               |
| Charles Burles                                     | 21 juin 1936                         | Marseille             | 22 aout 2021      | Ténor                                            |
| Léo Chauliac                                       | 6 février 1913                       | Paris                 | 27 octobre 1977   | Pianiste, compositeur, chef d'orchestre          |
| Stanislas Champein                                 | 19 novembre 1753                     | Paris                 | 19 septembre 1830 | Compositeur                                      |
| Georges Chelon                                     | 4 janvier 1943                       |                       |                   | Auteur, compositeur, interprète                  |
| Charles Constantin                                 | 7 janvier 1835                       | Pau                   | 27 octobre 1891   | Chef d'orchestre et compositeur                  |
| Régine Crespin                                     | 23 février 1927                      | Paris                 | 5 juillet 2007    | Chanteuse d'opéra                                |
| Domenico Della-Maria                               | 14 juin 1769                         | Paris                 | 9 mars 1800       | Compositeur d'opéra                              |
| Patrick Fiori                                      | 23 septembre 1969                    |                       |                   | Chanteur                                         |
| Ange Flégier                                       | 25 février 1846                      | Martigues             | 8 octobre 1927    | Compositeur                                      |
| Zino Francescatti                                  | 9 août 1902                          | La Ciotat             | 17 septembre 1991 | Violoniste                                       |
| Annibal Gantez                                     | 1er janvier 1600 ou 24 décembre 1607 | Auxerre               | vers 1670         | Compositeur                                      |
| Cedric Gervais                                     | 1979                                 |                       |                   | DJ et producteur de house music                  |
| Hubert Giraud                                      | 1920                                 |                       |                   | Parolier                                         |
| André Jaume                                        | 7 octobre 1940                       |                       |                   | Saxophoniste, clarinettiste                      |
| Charles Levens                                     | 24 septembre 1689                    | Bordeaux              | 11 mars 1764      | Compositeur                                      |
| Jean Lumière                                       | 20 août 1895                         | Paris                 | 2 avril 1979      | Chanteur                                         |
| Darius Milhaud                                     | 4 septembre 1892                     | Genève                | 22 juin 1974      | Compositeur                                      |
| Louis Martini                                      | 30 avril 1912                        |                       | 28 mars 2000      | Chef d’orchestre                                 |
| Miss Martini                                       | 20 août 1992                         |                       |                   | Drag Queen                                       |
| Clara Morgane                                      | 1er janvier 1981                     |                       |                   | Chanteuse                                        |
| Paul Mauriat                                       | 4 mars 1925                          | Perpignan             | 3 novembre 2006   | Chef d'orchestre                                 |
| Lucien Muratore                                    | 29 août 1876                         | Paris                 | 16 juillet 1954   | Ténor, acteur de cinéma                          |
| Patrice Oliva (de)                                 | 23 février 1974                      |                       |                   | Compositeur et metteur-en-scène                  |
| André Pascal                                       | 1932                                 |                       | 2001              | Auteur compositeur                               |
| Émile Passani                                      | 7 février 1905                       | Le Pradet             | 18 avril 1974     | Pianiste, compositeur, chef de chœur             |
| Robert Pettinelli                                  | 22 novembre 1926                     |                       |                   | Saxophoniste de jazz                             |
| Mireille Ponsard                                   | 1908                                 | Paris                 | 5 février 1999    | Chanteuse, actrice                               |
| Franck Pourcel                                     | 14 août 1913                         | Neuilly sur Seine     | 12 novembre 2000  | Violoniste, chef d'orchestre                     |
| Jean-Pierre Rampal                                 | 7 janvier 1922                       | Paris                 | 20 mai 2000       | Flutiste                                         |
| Jean Marie Rebischung                              | 30 mars 1962                         |                       |                   | Compositeur                                      |
| Ernest Reyer                                       | 1er décembre 1823                    | Lavandou              | 15 janvier 1909   | Compositeur                                      |
| Vincent Scotto                                     | 21 avril 1876                        | Paris                 | 15 novembre 1952  | Compositeur                                      |
| Sya Styles                                         | 25 avril 1978                        | Marseille             | 26 octobre 2015   | DJ, producteur                                   |
| Shurik'n (Geoffroy Mussard dit)                    | 11 mars 1966                         |                       |                   | Rappeur                                          |
| Cyril Tarquiny                                     | 24 mai 1974                          |                       |                   | Guitariste                                       |
| Henri Tomasi                                       | 17 août 1901                         | Paris                 | 13 janvier 1971   | Chef d'orchestre                                 |
| Jannick Top                                        | 4 octobre 1947                       |                       |                   | Compositeur                                      |
| Cora Vaucaire                                      | 22 juillet 1918                      | Paris                 | 17 septembre 2011 | Chanteuse                                        |
| Raymond Vincy                                      | 23 février 1904                      | Neuilly-sur-seine     | 26 mai 1968       | Parolier                                         |
| DJ Bobzilla (Robert Assolen dit)                   |                                      |                       |                   | DJ, Compositeur                                  |
| DJ Kayalik                                         | 17 janvier 1976                      |                       |                   | DJ, Compositeur                                  |
| Lux Botté                                          | 1961                                 | Gardanne              | 18 juillet 2008   | Chanteur                                         |
| Lionel Achenza                                     |                                      |                       |                   | Chanteur                                         |
| Jo Corbeau                                         | 1er décembre 1946                    |                       |                   | Chanteur de reggae                               |
| Faf Larage                                         | 6 mars 1971                          |                       |                   | Rappeur                                          |

## Architectes
| Nom                           | Date de naissance | Lieu de décès | Date de décès   | Statut, Fonction               |
| ----------------------------- | ----------------- | ------------- | --------------- | ------------------------------ |
| Pascal Coste                  | 26 novembre 1787  | Marseille     | 8 février 1879  | Architecte                     |
| Paul Dupré-Lafon              | 17 juin 1900      | Deauville     | décembre 1971   | Architecte et décorateur       |
| Marcel Dourgnon               | 1858              | Marseille     | 1911            | Architecte                     |
| Albert-Félix-Théophile Thomas | 1847              | Paris         | 1907            | Architecte                     |
| Pierre Puget                  | 16 octobre 1620   | Marseille     | 2 décembre 1694 | Peintre, sculpteur, architecte |
| René Egger                    | 14 septembre 1915 | Marseille     | 17 février 2016 | Architecte                     |

## Avocats et magistrats
| Nom             | Date de naissance | Lieu de décès | Date de décès  | Statut, Fonction      |
| --------------- | ----------------- | ------------- | -------------- | --------------------- |
| Gilbert Collard | 3 février 1948    |               |                | Avocat                |
| Paul Lombard    | 17 février 1927   |               |                | Avocat et écrivain    |
| Eugène Mouton   | 13 avril 1823     | Paris         | 8 juin 1902    | Magistrat et écrivain |
| Emile Pollak    | 21 avril 1914     | Marseille     | 6 janvier 1978 | Avocat                |

## Compagnons de la Libération
Même s'ils peuvent apparaître dans d'autres rubriques, les vingt compagnons de la Libération nés à Marseille sont regroupés dans cette rubrique. des fiches biographiques sont disponibles sur le site de l'Ordre de la Libération
| Nom                  | Date de naissance | Lieu de décès        | Date de décès     | Statut, Fonction                                  |
| -------------------- | ----------------- | -------------------- | ----------------- | ------------------------------------------------- |
| Berty Albrecht       | 15 février 1893   | Fresnes              | 31 mai 1943       | Résistante, Compagnon de la Libération            |
| Émile Muselier       | 17 avril 1882     | Toulon               | 2 septembre 1965  | Amiral, Compagnon de la Libération                |
| Édouard Méric        | 20 juin 1901      | Paris                | 29 mai 1973       | Général, Compagnon de la Libération               |
| Félix Broche         | 5 avril 1905      | Bir-Hakeim           | 9 juin 1942       | Lieutenant-Colonel, Compagnon de la Libération    |
| André Boyer          | 15 octobre 1908   | Dora                 | 4 avril 1945      | Chef du réseau Brutus, Compagnon de la Libération |
| Henri Romanetti      | 7 mars 1909       | Falaise              | 5 août 1944       | Compagnon de la Libération                        |
| François Garbit      | 22 février 1910   | Damas                | 7 décembre 1941   | Compagnon de la Libération                        |
| Francis-Louis Closon | 18 juin 1910      | Paris                | 12 décembre 1998  | Compagnon de la Libération                        |
| Robert Hervé         | 10 septembre 1910 | Papeete              | 5 août 1999       | Compagnon de la Libération                        |
| Joseph Maugard       | 24 décembre 1913  | Montségur-sur-Lauzon | 11 septembre 1995 | Compagnon de la Libération                        |
| Michel Durrmeyer     | 19 avril 1916     | Jebsheim             | 30 janvier 1945   | Compagnon de la Libération                        |
| Paul Oddo            | 24 novembre 1917  | Paris                | 21 mars 2000      | Général, Compagnon de la Libération               |
| Georges Rossi        | 16 mai 1918       | Bir en Naghia        | 11 février 1942   | Compagnon de la Libération                        |
| Yves Jullian         | 10 juillet 1918   | Saint-Jean-d'Ataux   | 21 septembre 1983 | Géologue, Compagnon de la Libération              |
| Jean Lucchesi        | 24 juillet 1918   | Bastia               | 5 novembre 2004   | Préfet, Compagnon de la Libération                |
| Jacques Baumel       | 6 mars 1918       | Rueil-Malmaison      | 17 février 2006   | Homme politique, Compagnon de la Libération       |
| Joseph Canale        | 10 janvier 1941   | Strasbourg           | 16 juin 1982      | Compagnon de la Libération                        |
| Jean-Pierre Nouveau  | 14 avril 1921     | Paris                | 28 octobre 1991   | Compagnon de la Libération                        |
| Jacques Voyer        | 27 décembre 1922  | Chartres             | 27 juin 1944      | Compagnon de la Libération                        |
| Fernand Aymé         | 10 mai 1922       | Saint-Hippolyte      | 28 janvier 1945   | Compagnon de la Libération                        |

## Danseurs
| Nom               | Date de naissance | Lieu de décès     | Date de décès    | Statut, Fonction           |
| ----------------- | ----------------- | ----------------- | ---------------- | -------------------------- |
| Amandine Albisson | 30 janvier 1989   |                   |                  | Danseuse étoile            |
| Marie Allard      | 14 août 1742      | Paris             | 14 juin 1802     | Danseur                    |
| Georges Appaix    | 1953              |                   |                  | Danseur, chorégraphe.      |
| Gaby Deslys       | 4 novembre 1881   | Paris             | 11 février 1920  | danseuse, chanteuse        |
| Maurice Béjart    | 1er janvier 1927  | Lausanne          | 22 novembre 2007 | Danseur, chorégraphe.      |
| Mathieu Ganio     | 1984              |                   |                  | Danseur                    |
| Daniel Larrieu    | 1957              |                   |                  | Danseur                    |
| Lucien Petipa     | 22 décembre 1815  | Versailles        | 7 juillet 1898   | Danseur                    |
| Marius Petipa     | 11 mars 1818      | Hourzouf (Crimée) | 14 juillet 1910  | Danseur, maître de ballet. |

## Dessinateurs et affichistes
| Nom                             | Date de naissance | Lieu de décès         | Date de décès   | Statut, Fonction                     |
| ------------------------------- | ----------------- | --------------------- | --------------- | ------------------------------------ |
| Georges Arditi                  | 1914              |                       | 15 janvier 2012 | Peintre                              |
| Jo Berto, Joseph Bertocchio dit | 22 novembre 1907  | Marseille             | 25 juin 1978    | Artiste Lithographe                  |
| Honoré Daumier                  | 26 février 1808   | Valmondois            | 11 février 1879 | Dessinateur caricaturiste, sculpteur |
| Dubout                          | 15 mai 1905       | Saint-Aunès           | 27 juin 1976    | Dessinateur humoristique             |
| Gérard Lauzier                  | 30 novembre 1932  |                       |                 | Bande dessinée, réalisateur de film. |
| Lisa Mandel                     | 23 avril 1977     |                       |                 | Bande-dessinée                       |
| Alexandre Roche                 | 1974              |                       |                 | Illustrateur                         |
| Jean-Emmanuel Vermot-Desroches  | 1974              |                       |                 | Bande dessinée                       |
| Tibet                           | 31 octobre 1931   | Roquebrune-sur-Argens | 3 janvier 2010  | Dessinateur de bande dessinée        |
| Roger Excoffon                  | 7 septembre 1910  | Paris                 | 1983            | Graphiste, typographe                |

## Écrivains
| Nom                                     | Date de naissance | Lieu de décès        | Date de décès     | Statut, Fonction                                       |
| --------------------------------------- | ----------------- | -------------------- | ----------------- | ------------------------------------------------------ |
| Amédée Achard                           | 22 avril 1814     | Paris                | 26 mars 1875      | Écrivain, journaliste                                  |
| Joseph François Achard                  | 27 octobre 1780   | Toulon               | 13 juillet 1845   | Écrivain, éditeur                                      |
| Onorat Agnellier                        | mai 1752          |                      | 1832              | Écrivain, poète                                        |
| Jean Alessandrini                       | 3 aout 1942       |                      |                   | Écrivain, illustrateur, typographe                     |
| Antonin Artaud                          | 4 septembre 1896  | Ivry-sur-Seine       | 4 mars 1948       | Écrivain, poète                                        |
| Gilles Ascaride                         | 1947              |                      |                   | Écrivain, sociologue                                   |
| Gabriel Audisio                         | 27 juillet 1910   | Issy-les-Moulineaux  | 26 janvier 1978   | Écrivain, poète                                        |
| Joseph Autran                           | 20 juin 1813      | Marseille            | 6 mars 1877       | Auteur dramatique, poète                               |
| Nicolas Thomas Barthe                   | 1734              |                      | 17 juin 1785      | Auteur dramatique, poète                               |
| Auguste Barthélémy                      | 11 mai 1794       | Marseille            | 23 août 1867      | Poète                                                  |
| Jean-François de Bastide                | 15 juillet 1724   | Milan                | 4 juillet 1798    | Auteur polygraphe.                                     |
| Gustave Bénédit                         | 7 avril 1802      | Marseille            | 8 décembre 1870   | Écrivain, journaliste.                                 |
| Jean-Michel Billioud                    | 1964              |                      |                   | Écrivain                                               |
| Maria Borrély                           | 16 octobre 1890   | Digne-les-Bains      | 22 février 1963   | Écrivaine                                              |
| Louis Brauquier                         | 14 août 1900      | Marseille            | 7 septembre 1976  | Écrivain poète.                                        |
| Marcel Brion                            | 21 novembre 1895  | Paris                | 23 octobre 1984   | Écrivain, historien de l'art, Académicien.             |
| Antoine Bruguière de Sorsum             | 22 juin 1773      | Marseille            | 7 octobre 1823    | Philologue.                                            |
| Charles Camproux                        | 30 juin 1908      | Castelnau-le-Lez     | 3 avril 1994      | Ecrivain et universitaire occitan                      |
| Philippe Carrese                        | 6 avril 1956      |                      |                   | Écrivain, documentariste                               |
| Patrick Cauvin                          | 6 octobre 1932    | Paris                | 13 août 2010      | Écrivain                                               |
| Jean de La Ceppède                      | 1548              | Avignon              | 1623              | Poète, magistrat                                       |
| Jean Contrucci                          | 7 juin 1939       |                      |                   | Écrivain                                               |
| Pierre Coutras                          | 18 octobre 1889   | Marseille            | 12 janvier 1981   | Écrivain                                               |
| Gilles Del Pappas                       | 14 décembre 1949  |                      |                   | Écrivain                                               |
| César Chesneau Dumarsais                | 17 juillet 1676   | Paris                | 11 juin 1756      | Philosophe, grammairien                                |
| Jean-Christophe Duchon-Doris            | 2 janvier 1960    |                      |                   | Écrivain                                               |
| Paul Alexandre Dulard                   | 8 mars 1695       | Marseille            | 7 décembre 1760   | Poète                                                  |
| Yann de L'Écotais                       | 14 novembre 1940  | Paris                | 23 octobre 2008   | Écrivain, journaliste.                                 |
| René Frégni                             | 8 juillet 1947    | Marseille            |                   | Écrivain                                               |
| Christian Garcin                        | 8 novembre 1959   |                      |                   | Écrivain                                               |
| Victor Gélu                             | 12 septembre 1806 | Marseille            | 2 avril 1885      | Poète de langue provençale, dialecte marseillais.      |
| Daniel Giraud                           | 10 janvier 1946   |                      |                   | Écrivain & traducteur de chinois - Musicien de Blues - |
| Léon Gozlan                             | 11 septembre 1803 | Paris                | 14 septembre 1866 | Écrivain proche de Balzac                              |
| Gérard Guégan                           | 20 juillet 1940   |                      |                   | Écrivain, critique cinématographique, éditeur          |
| Jean-Claude Izzo                        | 20 juin 1945      | Marseille            | 26 janvier 2000   | Écrivain                                               |
| Edmond Jaloux                           | 19 juin 1878      | Lutry                | 15 août 1949      | Romancier, critique littéraire.                        |
| Sébastien Japrisot                      | 4 juillet 1931    | Vichy                | 4 mars 2003       | Romancier, scénariste.                                 |
| Jean-Patrick Manchette                  | 19 décembre 1942  | Paris                | 3 juin 1995       | Écrivain et chroniqueur                                |
| Joseph Méry                             | 21 janvier 1797   | Paris                | 20 juin 1866      | Polygraphe                                             |
| Thyde Monnier (Mathilde Anna Rose dite) | 23 juin 1887      | Nice                 | 18 janvier 1967   | Écrivaine                                              |
| Marc-Édouard Nabe                       | 27 décembre 1958  |                      |                   | Écrivain, peintre.                                     |
| Michel Ragon                            | 24 juin 1924      |                      |                   | Écrivain                                               |
| Georges Louis Rodier                    | 11 août 1864      | Marseille            | 10 janvier 1913   | Professeur de philosophie et universitaire français    |
| Edmond Rostand                          | 1er avril 1868    | Paris                | 2 décembre 1918   | Auteur dramatique, Académie française.                 |
| André Roussin                           | 22 janvier 1911   | Paris                | 3 novembre 1987   | Auteur de comédies.                                    |
| Saint-Pol-Roux                          | 15 janvier 1861   | Brest                | 18 octobre 1940   | Poète                                                  |
| Eugène Saccomano                        | 23 septembre 1936 | Suresnes             | 7 octobre 2019    | Journaliste, Écrivain                                  |
| Serge Scotto                            | 15 novembre 1963  |                      |                   | Écrivain                                               |
| André Suarès                            | 12 juin 1868      | Saint-Maur           | 7 septembre 1948  | Écrivain                                               |
| Honoré d'Urfé                           | 11 février 1568   | Villefranche-sur-mer | 1er juin 1625     | Romancier                                              |
| Frédéric Valabrègue                     | 12 janvier 1952   |                      |                   | Romancier                                              |
| Jean-Marc Valladier                     | 1957              |                      |                   | Écrivain                                               |
| Florence Pazzottu                       | 9 novembre 1962   |                      |                   | Poétesse                                               |

## Éditeurs
| Nom            | Date de naissance | Lieu de décès              | Date de décès   | Statut, Fonction |
| -------------- | ----------------- | -------------------------- | --------------- | ---------------- |
| Robert Laffont | 30 novembre 1916  | Neuilly-sur-Seine          | 19 mai 2010     | Éditeur          |
| Ferdinand Lop  | 10 octobre 1891   | Saint-Sébastien-de-Morsent | 29 octobre 1974 | Éditeur, poète   |

## Explorateurs
| Nom               | Date de naissance    | Lieu de décès    | Date de décès    | Statut, Fonction               |
| ----------------- | -------------------- | ---------------- | ---------------- | ------------------------------ |
| Camille Allard    |                      | Cadix            | 1601             | Explorateur                    |
| Guillaume Allène  | 7 octobre 1832       | Marseille        | 12 mai 1864      | Explorateur, medecin, ecrivain |
| Euthymènes        | Ve siècle av. J.-C.  |                  |                  |                                |
| Édouard Foà       | 17 décembre 1862     | Villiers-sur-Mer | 29 juin 1901     | Géographe, explorateur         |
| Alphonse Fondère  | 26 août 1865         | Addis-Abeba      | 26 novembre 1930 | Explorateur, aéronaute         |
| Pythéas           | IVe siècle av. J.-C. |                  |                  | Astronome, explorateur         |
| Gaston Rébuffat   | 7 mai 1921           | Paris            |                  | Alpiniste                      |
| Jean-Noël Savelli | 26 mars 1853         | Foumban          | 14 novembre 1917 | Militaire et explorateur       |

## Graveurs
| Nom                     | Date de naissance | Lieu de décès | Date de décès   | Statut, Fonction   |
| ----------------------- | ----------------- | ------------- | --------------- | ------------------ |
| Dominique Barrière      | 1618              | ?             | 1678            | Graveur            |
| Jacques Gautier d'Agoty | 1710              | Paris         | 1781            | Graveur            |
| Pierre-François Laurent | 1739              | Paris         | 1809            | Graveur            |
| Jean-Jérôme Baugean     | 18 juin 1764      | ?             | 1819            | Graveur et peintre |
| Henri Berengier         | 5 février 1880    | ?             | 1er mai 1943    | Graveur            |
| Ephraïm Conquy          | 3 juin 1808       | Paris         | 16 février 1843 | Graveur            |

## Historiens
| Nom                   | Date de naissance | Lieu de décès | Date de décès    | Statut, Fonction |
| --------------------- | ----------------- | ------------- | ---------------- | --- |
| Édouard Baratier      | 19 août 1923      | Marseille     | 31 juillet 1972  | Historien |
| Jean-Baptiste Brenet  | 25 janvier 1972   |               |                  | Universitaire français, historien, essayiste, professeur d'histoire de la philosophie à l'université Paris-I Panthéon-Sorbonne, spécialiste d'Averroès |
| Augustin Fabre        | 20 juin 1797      | Marseille     | 16 janvier 1870  | Historien |
| Marc Fumaroli         | 10 juin 1932      |               |                  | Historien, essayiste |
| Jean-Baptiste Grosson | 20 août 1733      | Montefusco    | 20 décembre 1800 | Notaire, historien de Marseille |
| Camille Jullian       | 15 mars 1859      | Paris         | 12 décembre 1933 | Historien de la Gaule |

## Humoriste
| Nom            | Date de naissance | Lieu de décès | Date de décès | Statut, Fonction              |
| -------------- | ----------------- | ------------- | ------------- | ----------------------------- |
| Patrick Bosso  | 12 octobre 1962   |               |               | Acteur, humoriste             |
| Eric Collado   | 17 juillet 1963   |               |               | Humoriste, acteur             |
| Cyril Etesse   | 21 juin 1975      |               |               | Acteur, humoriste             |
| Axelle Laffont | 24 juillet 1970   |               |               | Actrice, humoriste            |
| Jean Roucas    | 1er février 1952  |               |               | Humoriste                     |
| Titoff         | 18 juillet 1972   |               |               | Humoriste, acteur, scénariste |

## Illusionniste
| Nom           | Date de naissance | Lieu de décès | Date de décès | Statut, Fonction |
| ------------- | ----------------- | ------------- | ------------- | ---------------- |
| Norbert Ferré | 1975              |               |               | Illusionniste    |

## Industriels et hommes d’affaires
| Nom                     | Date de naissance  | Lieu de décès | Date de décès    | Statut, Fonction                                                     |
| ----------------------- | ------------------ | ------------- | ---------------- | -------------------------------------------------------------------- |
| Amédée Alby             | 20 février 1862    | Paris         | 26 octobre 1942  | Ingénieur et industriel                                              |
| Frédéric d'Allest       | 1er septembre 1940 |               |                  | Ingénieur, 1er président-directeur général d'Arianespace             |
| Pierre Bellon           | 24 janvier 1930    |               |                  | Fondateur du groupe Sodexo                                           |
| Jules Charles-Roux      | 14 novembre 1841   | Paris         | 6 mars 1918      | Industriel, écrivain, mécène.                                        |
| Augustin Féraud         |                    | Marseille     |                  | Fondateur du groupe de BTP GTM, ex-Vinci                             |
| Jacques-Antoine Granjon | 9 août 1962        |               |                  | Fondateur du site de commerce en ligne Vente-privee.com              |
| Morgan Hermand-Waiche   | 24 février 1982    |               |                  | Fondateur et directeur général du site de commerce en ligne Adore Me |
| Jean Peyrelevade        | 24 octobre 1939    |               |                  | Homme d'affaires                                                     |
| Dominique Piazza        | 31 mai 1860        | Marseille     | 10 décembre 1941 | Inventeur de la carte postale                                        |
| Paul Ricard             | 9 juillet 1909     | Marseille     | 7 novembre 1997  | Fondateur du groupe de spiritueux Pernod-Ricard                      |
| Marc Simoncini          | 12 mars 1963       |               |                  | Fondateur du site de rencontre par internet Meetic                   |
| Serge Tchuruk           | 13 novembre 1937   |               |                  |                                                                      |

## Journalistes et animateurs
| Nom                  | Date de naissance | Lieu de décès | Date de décès   | Statut, Fonction                                                                              |
| -------------------- | ----------------- | ------------- | --------------- | --------------------------------------------------------------------------------------------- |
| Thierry Agnello      | 22 novembre 1963  |               |                 | Journaliste sportif                                                                           |
| Karim Bennani        | 17 juillet 1983   |               |                 | Journaliste sportif, animateur radio                                                          |
| Jean-Pierre Foucault | 23 novembre 1947  |               |                 | Animateur radio, télévision.                                                                  |
| Patrice Laffont      | 21 août 1940      |               |                 | Animateur télévision                                                                          |
| Sophie Le Saint      | 22 juillet 1968   |               |                 | Journaliste à France Télévision                                                               |
| Olivier Mazerolle    | 28 octobre 1942   |               |                 | Journaliste                                                                                   |
| Jean-Marc Morandini  | 5 août 1965       |               |                 | Journaliste, animateur télévision, radio et producteur                                        |
| Marie-Ange Nardi     | 2 avril 1961      |               |                 | Speakerine, animatrice de télévision                                                          |
| Philippe Pujol       | 11 juillet 1975   |               |                 | Journaliste, écrivain                                                                         |
| André Remacle        | 3 avril 1910      | Marseille     | 14 juillet 1995 | Journaliste, écrivain                                                                         |
| Jean-François Revel  | 19 janvier 1924   | Paris         | 30 avril 2006   | Agrégé de philosophie, normalien, académicien, journaliste, chroniqueur politique et écrivain |

## Mafieux
| Nom              | Date de naissance | Lieu de décès | Date de décès     | Statut, Fonction |
| ---------------- | ----------------- | ------------- | ----------------- | ---------------- |
| Francis le Belge | 3 mars 1946       | Paris         | 22 septembre 2000 |                  |
| François Spirito | 22 janvier 1900   | Toulon        | 9 octobre 1967    |                  |
| Nick Venturi     | 24 juin 1923      | Marseille     | 6 avril 2008      |                  |
| Tany Zampa       | 1er avril 1933    | Marseille     | 16 août 1984      |                  |

## Médecins
| Nom                       | Date de naissance | Lieu de décès | Date de décès     | Statut, Fonction                |  |
| ------------------------- | ----------------- | ------------- | ----------------- | ------------------------------- |  |
| Claude-François Achard    | 23 mai 1751       | Marseille     | 29 septembre 1809 | Médecin et lexicographe         |  |
| Éliane Amado Levy-Valensi | 11 mai 1919       | Jerusalem     | 10 mai 2006       | Psychologue, philosophe         |  |
| Charles Peyssonnel        | 1640              | Marseille     | 16 septembre 1720 | Médecin mort de la peste        |  |
| Jean André Peyssonnel     | 19 juin 1694      | Guadeloupe    | 24 décembre 1759  | Médecin et naturaliste          |  |
| Édouard Toulouse          | 10 décembre 1865  | Paris         | 19 janvier 1947   | Médecin psychiatre, journaliste |  |

## Metteurs en scène
| Nom                 | Date de naissance | Lieu de décès | Date de décès   | Statut, Fonction                                                           |
| ------------------- | ----------------- | ------------- | --------------- | -------------------------------------------------------------------------- |
| René Allio          | 8 mars 1924       | Paris         | 27 mars 1995    | Peintre, puis cinéaste.                                                    |
| Christian Benedetti | 26 novembre 1958  |               |                 | Metteur en scène / directeur du Théâtre-Studio                             |
| André Benedetto     | 14 juillet 1934   | Avignon       | 13 juillet 2009 | Auteur et directeur de théâtre. Fondateur du « off » du Festival d'Avignon |
| Paul Carpita        | 12 novembre 1922  | Marseille     | 23 octobre 2009 | Cinéaste                                                                   |
| Robert Guédiguian   | 3 décembre 1953   |               |                 | Acteur, réalisateur                                                        |
| Philippe Dajoux     | 23 mars 1968      |               |                 | Réalisateur                                                                |

## Militaires
| Nom                         | Date de naissance | Lieu de décès        | Date de décès            | Statut, Fonction                                   |
| --------------------------- | ----------------- | -------------------- | ------------------------ | -------------------------------------------------- |
| Henri Alby                  | 5 novembre 1858   | Toulouse             | 11 février 1935          | Général de division                                |
| Le Chevalier Paul           | décembre 1598     | Toulon               | 20 décembre 1667         | Chef d'escadre                                     |
| François Coli               | 5 juin 1881       | Atlantique Nord      | 8 mai 1927               | Aviateur                                           |
| Jean Gaspard de Vence       | 6 avril 1747      | Tonnerre             | Mars 1808                | Corsaire, contre-amiral, préfet maritime de Toulon |
| Guillaume Cornut            | vers 1230         | Au large de Malte    | 8 juin ou 8 juillet 1283 | Amiral                                             |
| Justinien-Victor Somis      | 21 juillet 1745   | Marseille            | 27 novembre 1836         | Général français de la Révolution et de l’Empire   |
| Pierre Dominique Garnier    | 19 décembre 1756  | Nantes               | 11 mai 1827              | Général de la Révolution française                 |
| Édouard Méric               | 20 juin 1901      | Paris                | 29 mai 1973              | Général, Compagnon de la Libération                |
| Émile Muselier              | 10 avril 1882     | Toulon               | 2 septembre 1965         | Amiral, Compagnon de la Libération                 |
| Paul Oddo                   | 24 novembre 1917  | Paris                | 21 mars 2000             | Général, Compagnon de la Libération                |
| Henri-Marius Rolland        | 28 avril 1821     | Marseille            | 30 mai 1908              | Capitaine de vaisseau                              |
| Le Chevalier Roze           | 25 septembre 1675 | Marseille            | 2 septembre 1733         | Capitaine pendant la peste de 1720                 |
| François Joseph Marie Clary | 3 octobre 1786    | Paris                | 27 janvier 1841          | Maréchal de camp                                   |
| Joseph Maugard              | 24 décembre 1913  | Montségur-sur-Lauzon | 11 septembre 1995        | Compagnon de la Libération                         |

## Peintres
| Nom                                   | Date de naissance  | Lieu de décès           | Date de décès    | Statut, Fonction                                                                                                 |
| ------------------------------------- | ------------------ | ----------------------- | ---------------- | --- |
| Michel Abdou                          | 31 octobre 1945    |                         |                  | Peintre |
| Boris Achour                          | 1966               | Marseille               |                  | Artiste, Art contemporain                                                                                        |
| Hubert Aicardi                        | 21 mars 1922       | Marseille               | 1991             | Peintre |
| Marguerite Allar                      | 1er août 1899      | Marseille               | 22 janvier 1974  | Peintre et professeur                                                                                            |
| Raymond Allègre                       | 1857               | Marseille               | 1933             | Peintre |
| Jean Arène                            | 11 septembre 1929  |                         |                  | Peintre |
| Marcel Arnaud                         | 8 octobre 1877     | Aix-en-Provence         | 18 mars 1956     | Peintre, directeur de l'école des beaux-arts d'Aix-en-Provence                                                   |
| Edmond Astruc                         | 4 novembre 1878    | Marseille               | 11 janvier 1977  | Aviateur et peintre                                                                                              |
| Louis Audibert                        | 11 juin 1880       | Marseille               | 20 mars 1983     | Peintre |
| Joseph Marius Jean Avy                | 21 septembre 1871  |                         | 1939             | Peintre |
| Eugène de Barberiis                   | 9 mars 1851        | Sanary                  | 29 novembre 1937 | Peintre |
| Marius Barthalot                      | 4 juillet 1861     | Marseille               | 1955             | Peintre |
| Jean-Jérôme Baugean                   | 18 juin 1764       |                         | 1830             | Peintre et graveur                                                                                               |
| Jacques Van den Bussche               | 24 mars 1925       |                         |                  | peintre |
| Charles Camoin                        | 23 septembre 1879  | Paris                   | 29 mai 1965      | Peintre |
| Jacques Carelman                      | 1929               |                         |                  | Peintre, décorateur et illustrateur                                                                              |
| Alfred Casile                         | 9 février 1848     | Marseille               | 1er juin 1909    | Peintre |
| Denis Castellas                       | 21 juillet 1951    | Marseille               |                  | Peintre, dessinateur et sculpteur                                                                                |
| Paul Charavel                         | 2 avril 1877       |                         | 1961             | peintre |
| Alfred Chataud                        | 17 août 1833       | Alger                   | 1908             | Peintre orientaliste                                                                                             |
| Jean-Antoine Constantin               | 20 janvier 1756    | Aix-en-Provence         | 9 janvier 1844   | Peintre |
| Meiffren Conte                        | 1624               | Marseille               | 10 mars 1705     | Peintre |
| Édouard Crémieux                      | 21 janvier 1856    | En déportation          | mai 1944         | Peintre |
| Jean-Joseph Dassy                     | 27 décembre 1791   | Marseille               | 27 juillet 1865  | Peintre |
| Sauveur Marius Di Russo               | 11 janvier 1897    | Marseille               | 18 novembre 1983 | Peintre |
| Eugène Dufour                         | 1873               | Marseille               | 1941             | Peintre |
| Auguste Durand-Rosé                   | 19 février 1887    | Marseille               | 1962             | Peintre |
| Pierre-Paul Emiot                     | 24 octobre 1887    | Vitrolles               | 20 novembre 1975 | Peintre |
| Antoine Ferrari                       | 1er février 1910   | Marseille               | 1995             | Peintre |
| Philippe Gaillet                      | 1924               |                         |                  | Peintre |
| Joseph Garibaldi                      | 1863               | Marseille               | 7 mai 1941       | Peintre |
| François Gautier                      | 1842               |                         | 1917             | Peintre |
| Antoine Gianelli                      | 23 août 1896       | Marseille               | 23 mars 1983     | Peintre |
| Jean-Amédée Gibert                    | 28 janvier 1869    | Marseille               | 1945             | Peintre (prix de Rome 1898), architecte, conservateur des Musées de Marseille                                    |
| Marius Guindon                        | 8 avril 1805       |                         | 1918             | Peintre, sculpteur                                                                                               |
| Jean Julien                           | 12 mai 1988        |                         | 1974             | Peintre |
| Piotr Klemensiewicz                   | 11 février 1956    |                         |                  | Peintre |
| André Laban                           | 19 octobre 1928    | Saint Antonin Noble Val | 10 octobre 2018  | Inventeur de la peinture sous-marine, écrivain, cinéaste, scientifique, ancien bras droit du Commandant Cousteau |
| Charles François Lacroix de Marseille | 1700               | Berlin                  | 1782             | Peintre |
| Llano-Florez                          | 11 août 1889       | Paris                   | 17 juillet 1957  | Peintre |
| Alfred Lombard                        | 24 avril 1884      | Toulon                  | 7 septembre 1973 | Peintre |
| Dominique Antoine Magaud              | 4 août 1817        | Marseille               | 23 décembre 1899 | Peintre |
| Étienne Philippe Martin               | 27 juillet 1856    | Marseille               | 6 mars 1945      | Peintre, musicien                                                                                                |
| Jules Monge                           | 1855               | Paris                   | 1934             | Peintre |
| Adolphe Monticelli                    | 18 octobre 1824    | Marseille               | 26 juin 1886     | Peintre |
| Alphonse Moutte                       | 4 mars 1840        | Marseille               | 21 avril 1913    | Peintre |
| Louis Nattero                         | 16 octobre 1870    | Marseille               | 10 novembre 1915 | Peintre |
| Jean-Baptiste Olive                   | 31 juillet 1848    | Paris                   | 13 mai 1936      | Peintre |
| Gilbert Pastor                        | 15 mars 1932       | Aups                    | 3 août 2015      | Peintre, dessinateur                                                                                             |
| Henri Pinta                           | 1856               | Paris                   | 1944             | Peintre, Prix de Rome en 1884.                                                                                   |
| Jean-Claude Quilici                   | 1941               |                         |                  | Peintre |
| Marius Rey                            | 1836               |                         | 1927             | Peintre |
| François Reynaud                      | 1825               |                         | 9 mars 1909      | Peintre |
| Gustave Ricard                        | 1er septembre 1823 | Paris                   | 23 janvier 1873  | Peintre |
| Antoine Roux                          | 6 mars 1765        | Marseille               | 20 avril 1835    | Peintre |
| Arsène Sari                           | 7 octobre 1895     | Aubagne                 | 8 novembre 1995  | Peintre |
| René Seyssaud                         | 15 juin 1867       | Saint-Chamas            | 24 septembre     | Peintre |
| Guy Tempier                           | 1960               |                         |                  | Peintre, décorateur                                                                                              |
| Louis Toncini                         | 1907               |                         | 2002             | Peintre |
| François Topino-Lebrun                | 11 avril 1964      | Paris                   | 31 janvier 1801  | Peintre et révolutionnaire                                                                                       |
| Stanislas Torrents                    | 23 mai 1839        | Cannes                  | 6 novembre 1916  | peintre |
| Guy Toubon                            | 30 octobre 1931    |                         |                  | Peintre, écrivain                                                                                                |
| Louis Trabuc                          | 2 août 1928        | Manosque                | 23 février 2008  | Peintre |
| André Alexandre Verdilhan             | 14 mars 1881       | Paris                   | 21 juillet 1963  | Peintre, sculpteur                                                                                               |
| Fortuné Viguier                       | 1841               |                         | 1916             | Peintre |
| Auguste Vimar                         | 3 novembre 1851    | Marseille               | 23 août 1916     | Peintre, sculpteur                                                                                               |
| Marie Rauzy                           | 21 mars 1961       |                         |                  | Peintre |

## Personnalités politiques
| Nom                                             | Date de naissance  | Lieu de décès            | Date de décès     | Statut, Fonction                                                |
| ----------------------------------------------- | ------------------ | ------------------------ | ----------------- | --------------------------------------------------------------- |
| Sabrina Agresti-Roubache                        | 13 octobre 1976    | Marseille                | /                 | Secrétaire d'Etat et députée des Bouches-du-Rhône               |
| Emmanuel Allard                                 | 3 septembre 1833   | Marseille                | 2 août 1910       | Maire de Marseille                                              |
| Franck Allisio                                  | 4 août 1980        | Marseille                |                   | Député des Bouches-du-Rhône. Conseiller municipal de Marseille. |
| Henri Amat                                      | 20 août 1813       | Marseille                | 30 mai 1891       | Avocat, Homme politique                                         |
| René Arthaud                                    | 21 septembre 1915  | Marseille                | 21 juillet 2007   | député                                                          |
| Charles Barbaroux                               | 6 mars 1767        | Bordeaux                 | 25 juin 1794      | Avocat, député.                                                 |
| Jean Élysée Baux                                | 29 octobre 1796    | Marseille                | 12 octobre 1865   | maire de Marseille                                              |
| Henry Bergasse                                  | 26 septembre       | Marseille                | 28 mars 1977      | Député                                                          |
| Paul Boulet                                     | 8 septembre 1894   | Montpellier              | 27 juillet 1982   | Député                                                          |
| Charles de Casaulx                              | 20 mars 1547       | Marseille                | 17 février 1596   | Premier Consul                                                  |
| Jean Chevallier                                 | 31 juillet 1897    | Saumur                   | 14 novembre 1985  | Gouverneur français du cercle de Sigmaringen (1945-1949)        |
| Désirée Clary                                   | 8 novembre 1777    | Stockholm                | 17 décembre 1860  | Reine de Suède                                                  |
| François Clary                                  | 24 février 1725    | Marseille                | 20 janvier 1794   | Échevin de Marseille                                            |
| Joseph Nicolas Clary                            | 26 mars 1760       | Paris                    | 6 juin 1823       | Pair des Cent-Jours                                             |
| Claire Colomb-Pitollat                          | 17 septembre 1979  | Marseille                | /                 | Députée des Bouches-du-Rhône                                    |
| Sébastien Delogu                                | 8 juin 1987        | Marseille                | /                 | Député des Bouches-du-Rhône                                     |
| Augustin-Eudes-Joseph Durand                    | 7 mai 1757         | Marseille                |                   | Député                                                          |
| Jean-Baptiste Estelle                           | janvier 1662       | Marseille                | janvier 1723      | Echevin                                                         |
| Étienne Garnier-Pagès                           | 27 décembre        | Paris                    | 23 juin 1841      | Député                                                          |
| Jean-Claude Gaudin                              | 8 octobre 1939     | Marseille                |                   | Sénateur Maire                                                  |
| François Girard                                 | 23 juillet 1761    | Paris                    | 26 mars 1854      | Député de Vaucluse                                              |
| François Omer Granet                            | 16 novembre 1758   | Marseille                | 10 septembre 1821 | Député                                                          |
| Louise Hutteaux                                 | 18 juin 1870       | ?                        | ?                 | Anarchiste, membre de la bande à Bonnot                         |
| François Isoard                                 | 3 mars 1765        | Aix-en-Provence          | 25 septembre 1795 | Secrétaire du Club des amis de la Constitution                  |
| Alexandre Marius Jacob                          | 27 septembre 1879  | Bois-Saint-Denis (Indre) | 28 août 1954      | Anarchiste                                                      |
| Antoine de Jessé-Charleval                      | 1836               | Marseille                | 1915              | Maire de Marseille                                              |
| Henri Jibrayel                                  | 18 septembre 1951  | Marseille                |                   | Député                                                          |
| Jean-François Lieutaud                          | 3 mars 1754        | Paris                    | 19 février 1801   | Commandant général de la garde nationale                        |
| Charles-Marie Livon                             | 19 mai 1850        | Marseille                | 16 août 1917      | Médecin, Maire de Marseille                                     |
| Joseph Mascarel                                 | 1816               | Los Angeles              | 1899              | Marin, Maire de Los Angeles                                     |
| Jean-Raymond Mourraille                         | 25 novembre 1721   | Marseille                | 30 décembre 1808  | Astronome, Maire de Marseille                                   |
| Renaud Muselier                                 | 6 mai 1959         | Marseille                |                   | Medecin, Politique                                              |
| Émile Ollivier                                  | 2 juillet 1825     | Saint-Gervais les bains  | 20 août 1913      | Ministre                                                        |
| Didier Parakian                                 | 5 mars 1964        | Marseille                | /                 | Conseiller municipal de Marseille, Député des Bouches-du-Rhône  |
| Marc Pena                                       | 7 mai 1960         | Marseille                | /                 | Député des Bouches-du-Rhône                                     |
| Aimé Joseph Denis Félicité Pessonneaux du Puget | 10 mai 1797        |                          |                   | Maire de Toulon, Conseiller général du Var                      |
| Claude-Charles de Peyssonnel                    | 1727               | Paris                    | 1790              | Ambassadeur                                                     |
| Paul Peytral                                    | 20 janvier 1842    | Marseille                | 30 novembre 1919  | Député, ministre                                                |
| Victor Peytral                                  | 18 octobre 1874    | Draguignan               | 20 avril 1964     | Député, ministre                                                |
| Michel Pezet                                    | 9 avril 1942       | Marseille                |                   | Député, avocat                                                  |
| Germaine Poinso-Chapuis                         | 6 mars 1901        | Marseille                | 20 février 1981   | Ministre                                                        |
| François-Trophime Rebecquy                      | 1er septembre 1744 | Marseille                | 3 mai 1794        | Député                                                          |
| Valérie Rossi                                   | 5 juin 1964        | Marseille                | /                 | Députée des Hautes-Alpes                                        |
| Henri Tasso                                     | 8 octobre 1882     | Marseille                | 12 février 1944   | Maire de Marseille                                              |
| Adolphe Thiers                                  | 15 avril 1797      | Saint-Germain-en-Laye    | 3 septembre 1877  | Président de la République                                      |
| Lionel Tivoli                                   | 29 février 1988    | Marseille                | /                 | Député des Alpes-Maritimes                                      |
| Michel Vaxès                                    | 14 novembre 1940   | Marseille                | 18 septembre 2016 | Député                                                          |
| Raymond Valabrègue                              | 25 septembre 1899  | Marseille                | 18 avril 1966     | Député de la Drôme                                              |
| Jean-Marc Zulesi                                | 6 juin 1988        | Marseille                | /                 | Député des Bouches-du-Rhône                                     |

Voir également Liste des maires de Marseille.

## Photographes
| Nom              | Date de naissance | Lieu de décès | Date de décès    | Statut, Fonction              |
| ---------------- | ----------------- | ------------- | ---------------- | ----------------------------- |
| Sylvain Ageorges | 1965              |               |                  | photographe                   |
| Antoine d'Agata  | 19 novembre 1961  |               |                  | photographe                   |
| Raymond Agnel    | 26 juillet 1893   | Voulx         | 24 novembre 1967 | photographe                   |
| Dominique Piazza | 31 mai 1860       | Marseille     | 1941             | Inventeur de la carte postale |

## Policiers
| Nom                    | Date de naissance | Lieu de décès | Date de décès   | Statut, Fonction                |
| ---------------------- | ----------------- | ------------- | --------------- | ------------------------------- |
| Lucien Aimé-Blanc      | 23 mars 1935      | Lille         | 19 février 2020 | Commissaire                     |
| Gérard Girel           | 7 août 1946       |               |                 | Commissaire                     |
| Georges Nguyen Van Loc | 2 avril 1933      | Cannes        | 7 décembre 2008 | Commissaire, écrivain et acteur |

## Religieux
| Nom                   | Date de naissance | Lieu de décès | Date de décès    | Statut, Fonction                                  |
| --------------------- | ----------------- | ------------- | ---------------- | ------------------------------------------------- |
| Pierre Barthélemy     |                   | Palestine     | 1099             |                                                   |
| Louis Toussaint Dassy | 1er novembre 1808 | Marseille     | 23 août 1888     | abbé, fondateur de l'institut des jeunes aveugles |
| Folquet de Marselha   | 1155              | Toulouse      | 25 décembre 1231 | Évêque de Toulouse                                |
| Jean-Baptiste Fouque  | 12 septembre 1851 | Marseille     | 5 décembre 1926  | Prêtre                                            |
| Jean-Pierre Ricard    | 25 septembre 1944 |               |                  | Cardinal                                          |

Voir également Liste des évêques de Marseille.

## Résistants
| Nom                      | Date de naissance | Lieu de décès | Date de décès   | Statut, Fonction                       |
| ------------------------ | ----------------- | ------------- | --------------- | -------------------------------------- |
| Bertie Albrecht          | 15 février 1893   | Fresnes       | 1943            | Résistante, Compagnon de la Libération |
| Édouard Alexander        | 16 février 1916   | Marseille     | 1er avril 2004  | Résistant, avocat d'affaires           |
| Marie-Madeleine Fourcade | 8 novembre 1909   | Paris         | 20 juillet 1989 | Chef du réseau Alliance                |
| Éliane Plewman           | 1917              |               | 1944            | Résistante                             |

## Scientifiques
| Nom                                      | Date de naissance | Lieu de décès                                       | Date de décès    | Statut, Fonction                                                                   |
| ---------------------------------------- | ----------------- | --------------------------------------------------- | ---------------- | ---------------------------------------------------------------------------------- |
| Elzéar Abeille de Perrin                 | 3 janvier 1843    | Marseille                                           | 9 octobre 1910   | Entomologiste                                                                      |
| Sabin Berthelot                          | 4 avril 1794      |                                                     | 10 novembre 1880 | Naturaliste                                                                        |
| François Cauvière                        | 13 octobre 1780   | Marseille                                           | 2 octobre 1858   | Chirurgien                                                                         |
| Henri Fabre                              | 29 novembre 1882  | Le Touvet                                           | 30 juin 1984     | Ingénieur, aviateur                                                                |
| Charles Fabry                            | 11 juin 1867      | Paris                                               | 11 décembre 1945 | Physicien                                                                          |
| Gabriel Ferrand                          | 22 janvier 1864   | Paris                                               | 31 janvier 1935  | Orientaliste                                                                       |
| Max Escalon de Fonton                    | 5 février 1920    | Nans                                                | 26 juillet 2013  | Préhistorien                                                                       |
| Jean Baptiste Marie Jaubert              | 17 mars 1826      | Brignoles                                           | 9 août 1884      | Médecin et ornithologue                                                            |
| Henry de Lumley                          | 14 août 1934      |                                                     |                  | Préhistorien                                                                       |
| Jean-André Peyssonnel                    | 19 juin 1694      | Saint-Bertrand de l'Isle Grande-Terre en Guadeloupe | 24 décembre 1759 | Médecin et naturaliste                                                             |
| Guillaume de Saint-Jacques de Silvabelle | 28 janvier 1722   | Marseille                                           | 10 février 1801  | Mathématicien, astronome                                                           |
| André Turcat                             | 23 octobre 1921   | Aix-en-Provence                                     | 4 janvier 2016   | Polytechnicien, pilote d'essai, premier pilote de Concorde en vitesse supersonique |

## Sculpteurs
| Nom                   | Date de naissance | Lieu de décès  | Date de décès     | Statut, Fonction                     |
| --------------------- | ----------------- | -------------- | ----------------- | ------------------------------------ |
| César Baldaccini      | 1er janvier 1921  | Paris          | 6 décembre 1998   | Sculpteur                            |
| Jean-Marie Baumel     | 2 novembre 1911   | Neuilly (Eure) | 2 juin 1978       | Sculpteur                            |
| Auguste Carli         | 12 juillet 1868   | Paris          | 28 janvier 1930   | Sculpteur                            |
| Alice Colonieu        | 5 novembre 1924   | Marseille      | 16 juillet 2010   | Sculpteur, céramiste et peintre      |
| Paul Gondard          | 7 septembre 1884  | Marseille      | 27 février 1953   | Sculpteur                            |
| Gustave Guétant       | 25 mai 1873       | Marseille      | 23 juillet 1953   | Sculpteur, dessinateur, illustrateur |
| Jean-Louis Lagnel     | 8 février 1764    | Marseille      | 16 septembre 1822 | Santonnier                           |
| Henri-Édouard Lombard | 21 janvier 1875   | Paris          | 23 juillet 1929   | sculpteur                            |
| Pierre Puget          | 16 octobre 1620   | Marseille      | 2 décembre 1694   | Peintre, sculpteur, architecte       |
| Raymond Servian       | 18 mai 1903       | Marseille      | février 1953      | Sculpteur                            |
| Élie-Jean Vézien      | 18 juillet 1890   | Marseille      | 7 septembre 1982  | Sculpteur, graveur                   |
| Raymonde Martin       | 15 janvier 1887   | Marseille      | 7 décembre 1977   | Sculpteur                            |
| Alain Paris           | 25 octobre 1969   |                |                   | Sculpteur, plasticien                |

## Sportifs
| Nom                   | Date de naissance | Lieu de décès    | Date de décès     | Statut, Fonction                         |
| --------------------- | ----------------- | ---------------- | ----------------- | ---------------------------------------- |
| Stéphane Abrahamian   | 5 septembre 1946  |                  |                   | Coureur cycliste                         |
| Madjid Adjaoud        | 23 août 1971      |                  |                   | Footballeur, Équipe nationale algérienne |
| Michel Albaladéjo     | 12 novembre 1949  |                  |                   | Footballeur, entraineur                  |
| Jean-Claude Arifon    | 16 novembre 1926  | 8 juillet 2005   | Nîmes             | Athlète                                  |
| Jeanine Assani-Issouf | 17 août 1992      |                  |                   | Athlète                                  |
| Richard Audoly        | 6 mars 1943       |                  |                   | Nageur                                   |
| Laura Augé            | 17 janvier 1992   |                  |                   | Nageuse synchronisée                     |
| Paul Aymé             | 29 juillet 1869   | Madrid (Espagne) | 25 juillet 1962   | joueur de tennis                         |
| Élie Bayol            | 28 février 1914   | La Ciotat        | 25 mai 1995       | Coureur automobile                       |
| Jean Boiteux          | 20 juin 1933      | Bordeaux         | 11 avril 2010     | nageur                                   |
| Jean Bouin            | 21 décembre 1888  | Xivray (Meuse)   | 29 septembre 1914 | Coureur de fond                          |
| Alexandre Caizergues  | 14 mars 1979      |                  |                   | kitesurfeur                              |
| Jacques Canosi        | 6 octobre 1965    |                  |                   | Footballeur                              |
| Éric Cantona          | 24 mai 1966       |                  |                   | Footballeur                              |
| Daniel Costantini     | 21 octobre 1943   |                  |                   | Handball entraineur                      |
| Rolland Courbis       | 12 août 1953      |                  |                   | Footballeur, entraineur                  |
| Antoine Delpero       | 1er novembre 1985 |                  |                   | Surfeur de longboard                     |
| Edouard Delpero       | 26 février 1990   |                  |                   | Surfeur de longboard                     |
| Marcel Dib            | 10 août 1960      |                  |                   | Footballeur                              |
| Albin Ebondo          | 23 février 1984   |                  |                   | Footballeur                              |
| Jean-Luc Ettori       | 29 juillet 1955   |                  |                   | Footballeur                              |
| Mathieu Flamini       | 7 mars 1984       |                  |                   | Footballeur                              |
| Laurent Foirest       | 18 septembre 1973 |                  |                   | Basketteur                               |
| Jessica Fox           | 11 juin 1994      |                  |                   | kayakiste et céiste australienne         |
| Gustave Ganay         | 21 mars 1892      | Paris            | 23 août 1926      | Cycliste                                 |
| Gérard Gili           | 7 août 1952       |                  |                   | Footballeur                              |
| Raymond Grassi        | 5 mai 1930        | Marseille        | 6 décembre 1953   | Boxeur                                   |
| Sébastien Grosjean    | 29 mai 1978       |                  |                   | Joueur de tennis                         |
| Lucas Hernandez       | 14 février 1996   |                  |                   | Footballeur                              |
| Théo Hernandez        | 6 octobre 1997    |                  |                   | Footballeur                              |
| Myriam Jérusalmi      | 24 octobre 1961   |                  |                   | Kayakiste                                |
| Frank Lebœuf          | 22 janvier 1968   |                  |                   | Footballeur                              |
| Tobias Linderoth      | 21 avril 1979     |                  |                   | Footballeur, équipe nationale de Suède   |
| Peter Luccin          | 9 avril 1979      |                  |                   | Footballeur                              |
| Richard Melillo       | 24 juin 1959      |                  |                   | Judoka français                          |
| William Meynard       | 11 juillet 1987   |                  |                   | Nageur                                   |
| Mohamed M'Changama    | 9 juin 1987       |                  |                   | Footballeur                              |
| Alain Mosconi         | 9 septembre 1949  |                  |                   | Nageur                                   |
| André Moulon          | 10 août 1935      | Marseille        | 14 avril 2009     | Footballeur                              |
| Samir Nasri           | 26 juin 1987      |                  |                   | Footballeur                              |
| Jean-Philippe Patrice | 12 mars 1997      |                  |                   | Escrimeur                                |
| Sébastien Patrice     | 7 avril 2000      |                  |                   | Escrimeur                                |
| Albert Pisapia        | 13 mars 1923      | Marseille        | 9 mars 2012       | Joueur de pétanque                       |
| Christopher Pratt     | 1981              |                  |                   | Navigateur et skipper                    |
| Gaston Rébuffat       | 7 mai 1921        | Marseille        | 1er juin 1985     | Alpiniste                                |
| Julien Sablé          | 11 septembre 1980 |                  |                   | Footballeur                              |
| Roger Scotti          | 29 juillet 1925   | Marseille        | 12 décembre 2001  | Footballeur                              |
| Bernard Tchoullouyan  | 12 avril 1953     |                  | 7 janvier 2009    | Judoka                                   |
| Anthony Terras        | 21 juin 1985      |                  |                   | Tir                                      |
| Alain Weisz           | 29 mai 1953       |                  |                   | Ancien basketteur, entraîneur            |
| Zinédine Zidane       | 23 juin 1972      |                  |                   | Footballeur                              |
| Louisa Nécib          | 23 janvier 1987   |                  |                   | Footballeuse                             |
| Lucas Perrin          | 19 novembre 1998  |                  |                   | Footballeur                              |
| Romain Alessandrini   | 3 avril 1989      |                  |                   | Footballeur                              |
| Antonis Rikka         | 3 mars 1986       |                  |                   | Footballeur                              |
| Tom Martin            | 28 juillet 2008   |                  |                   | Skateur                                  |